# Trichoniscus hoctuni
Trichoniscus hoctuni är en kräftdjursart som beskrevs av Stanley B. Mulaik 1960. Trichoniscus hoctuni ingår i släktet Trichoniscus och familjen Trichoniscidae. Inga underarter finns listade i Catalogue of Life.